# نيكولاي كامبريا
العميد نيكولاي كامبريا (بالرومانية: Nicolae Cambrea؛ ولد عام 1900 وتوفي عام 1976) ضابط روماني أثناء الحرب العالمية الثانية، شغل منصب قائد أركان الفرقة الخامسة عام 1942 ووقع أسيرا في أيدي القوات السوفيتية وأُطلق صراحه فيما بعد ليلتحق بصفوف الجيش الأحمر ثم قائدا لفرقة تيودور فلاديميريسكو، وع نهاية الحرب عُيّن نائبا لرئيس أركان القوات الرومانية نهاية عام 1945 ثم نائبا لقائد عام المنطقة العسكرية الثانية عام 1947 ثم قائدا لمركز التعليم العسكري عام 1948 وأخيرا قائد عام المنطقة العسكرية الثالثة عام 1949 حتى تقاعده عام 1950.